# Corticium canfieldii
Corticium canfieldii är en svampart som först beskrevs av M.J. Larsen & Gilb., och fick sitt nu gällande namn av Boidin & Lanq. 1983. Corticium canfieldii ingår i släktet Corticium och familjen Corticiaceae.   Inga underarter finns listade i Catalogue of Life.